# Mercado de antigüedades de Pekín
El Mercado de antigüedades de Pekín (en chino: 潘家园) es el mercado de arte, artesanías y antigüedades más grande y más conocido de Pekín, cuyo nombre chino es "Panjiayuan". Se encuentra en el sureste de Pekín, cerca del puente de Panjiayuan, Distrito de Chaoyang. Cubre un área de 48.500 metros cuadrados, de los cuales 26 000 metros cuadrados son para los negocios. Hay más de 4000 tiendas en el mercado, con cerca de 10.000 comerciantes. El mercado se divide en cinco partes:
1. Área de Estatuas budistas
2. Área de Muebles Antiguos
3. Área de tiendas antiguas de alto rango
4. Área de Libros y Pergaminos
5. Área Media